# Teresa Jadwiga Pieńkowska
Teresa Jadwiga Pieńkowska (ur. 21 stycznia 1928 w Łucku, zm. 2 września 2000 w Villejuif) – polski lekarz, kardiolog, wieloletni organizator i pracownik prewencyjnej i rehabilitacyjnej Akademickiej Służby Zdrowia i dyrektor ZOZ-u dla Szkół Wyższych we Wrocławiu. 

## Życiorys
Córka Antoniego Pieńkowskiego herbu Suchekomnaty, adwokata w Łucku i Wiktorii Duszkowskiej, córki Konstantego herbu Korybut, wnuczka Piotra i Anny Bielawskiej, prawnuczka Kazimierza Jana i Eufrozyny Morzyckiej herbu Mora, praprawnuczka Pawła Sebastiana i Józefy Hołowińskiej herbu Kostrowiec Odmienny. 
Doktoryzowana w 1975 w badaniach dot. wektorokardiografii na Akademii Medycznej we Wrocławiu. 
Zaangażowana w starania o fundusze oraz utworzenie przychodni i szpitala dla środowiska akademickiego. Wieloletni (1961-1990) dyrektor Zespołu Opieki Zdrowotnej dla Szkół Wyższych na placu Katedralnym, z filiami na ul. Chopina i placu Grunwaldzkim we Wrocławiu. Organizowała liczne obozy rehabilitacyjne o zasięgu krajowym o profilach kardiologicznym, ortopedycznym i psychologicznym, m.in. w pałacu w Maciejowcu, Krynicy Morskiej, Dąbkach i Akademickim Centrum Rehabilitacyjnym w Zakopanem. 

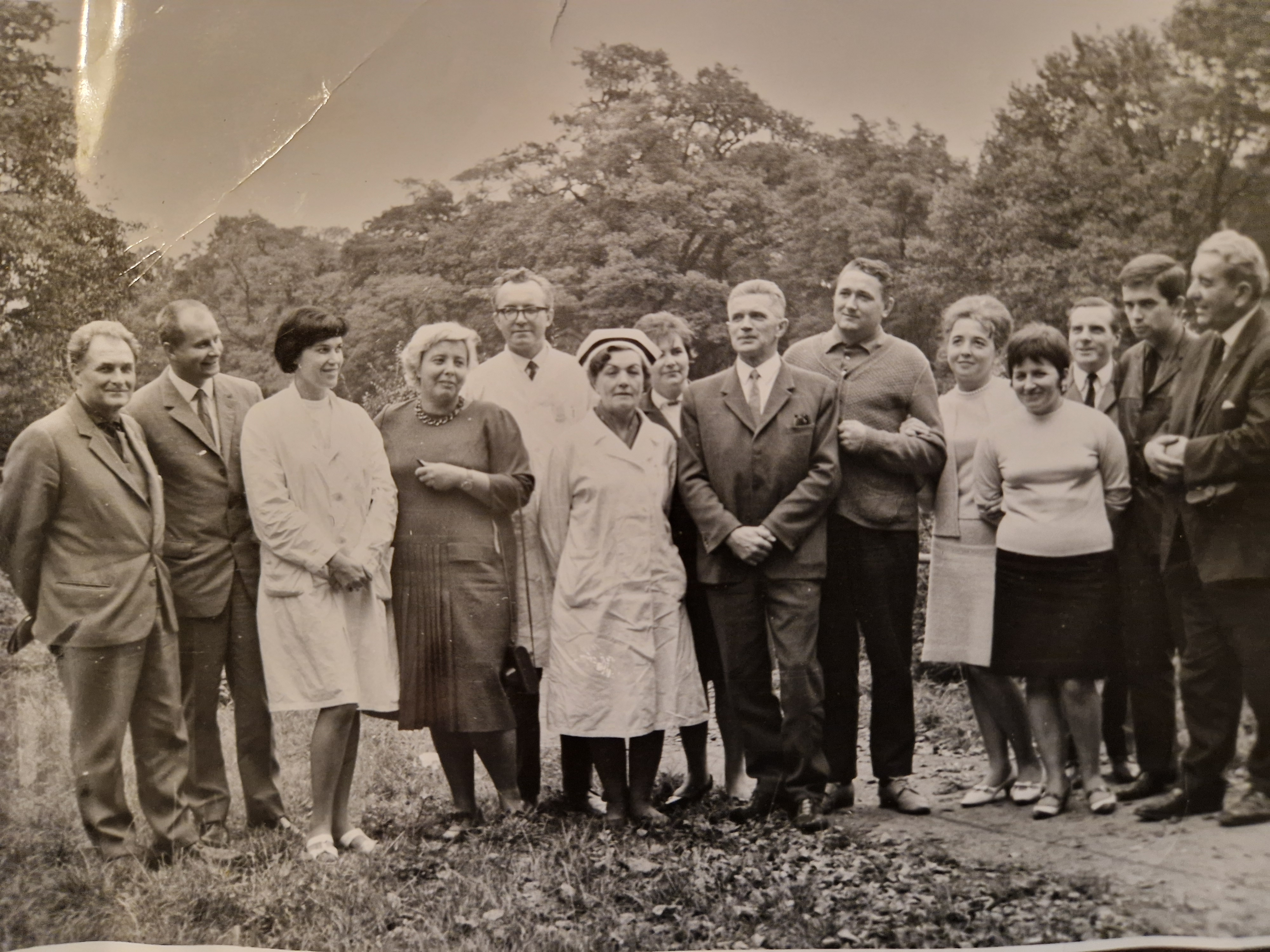
Pracownicy ZOZu dla Szkół Wyższych we Wrocławiu w 1980 roku. Drugi od lewej dr Zbigniew Hora, ordynator filii na Chopina, czwarta od lewej dr Teresa Pieńkowska.

Odznaczona Krzyżem Kawalerskim Orderu Odrodzenia Polski, Złotym i Srebrnym Krzyżem Zasługi i Medalem 30-lecia Polski Ludowej.
Zamężna z Tadeuszem Klijanienko, syn Jerzy Klijanienko. 